# .com
.com（コム、ドットコム）は、ジェネリックトップレベルドメイン(gTLD)の一つである。その名前はcommercial（商業）という言葉から派生したもので、ドメインの本来の目的が商業団体向けであることを示している。後に、このドメインは一般目的のために開放された。
このドメインは元々アメリカ合衆国国防総省によって管理されていたが、現在はベリサインによって運営されており、米国の法律の管轄下にある。.comドメインのベリサインへの登録は、ICANNの認定を受けたレジストラを介して処理される。.comドメインでは国際化ドメイン名(IDN)が使用可能である。
.comは、.org、.net、.edu、.gov、.mil、.arpaとともに当初からあるトップレベルドメイン(TLD)の一つで、1985年1月に創設。現在、.comは最大のTLDに成長した。

## 歴史
1985年1月にDomain Name Systemが最初に実装されたときから、.comドメインは存在した。当初、ドメイン名は米国国防総省(DoD)によって管理されたが、DoDはSRIインターナショナルとドメイン名の管理についての契約を結んだ。SRIはthe NIC（InterNIC、SDN-NICまたはDDN-NICとも呼ばれる）を設立し、ドメイン名nic.ddn.milでオンラインでアクセス可能にした。1991年10月1日に、運営契約はGovernment Systems Inc.(GSI)に移管され、ネットワーク・ソリューションズ(NSI)に外注された。
.comが主に非防衛的利益のために使用されていたことから、1993年1月1日に、アメリカ国立科学財団(NSF)が維持の責任を引き受けた。NSFは引き続きネットワーク・ソリューションズ(NSI)に業務を委託した。1995年、NSFはNSIに対し、.comドメインの開始以来初めて、登録者に年会費の請求を開始することを認めた。当初手数料は年間50ドルで、そのうち35ドルがNSIに、15ドルが政府資金に使われていた。新規登録には最初の2年間分を支払わなければならなかったため、新規ドメイン登録料は合計100ドルになる。1997年に、アメリカ合衆国商務省が全てのgTLDに対する権限を引き継いだ。現在は、ネットワーク・ソリューションズを買収したベリサインが運営している。ベリサインは後に、ネットワーク・ソリューションズのレジストリ以外の機能を別の会社に分割し、それをレジストラとして継続した。
.comドメインは元々商業事業体に対し割り当てられることを意図していたが、1990年代半ば以降は制限が設けられていない。インターネットの商用化と普及に伴い、.comドメインはWebサイト、電子メールのための最も一般的なTLDとなった。1997年から2001年にかけて、「ドットコム企業(dot-com company)」と呼ばれる多くのIT関連ベンチャー企業が設立され、株価が異常に上昇するインターネット・バブル（英語では「ドットコム・バブル(dot-com bubble)」）の時代が到来した。
世界中のどこの会社でも.comドメインを登録できるが、一部の国では国別コードトップレベルドメイン(ccTLD)の下に同様の目的のセカンドレベルドメインを設定している。オーストラリアのcom.au、中国のcom.cn、ギリシャのcom.gr、インドのco.in、インドネシアのco.id、日本のco.jp、メキシコのcom.mx、ネパールのcom.np、パキスタンのcom.pk 、韓国のco.kr、スリランカのcom.lk、台湾のcom.tw、イギリスのco.uk、ベトナムのcom.vnなどである。
2011年12月、ベリサインは、.comドメインの登録数は約1億件であると報告した。ベリサインは、2009年3月の時点でドメインが926の認定レジストラによって提供されていると報告した。
2012年11月29日、米国商務省は、ベリサインとICANNとの間の.comレジストリ契約の更新を承認した。この協定により、ベリサインは2018年11月30日まで.comレジストリを管理した。

## 古い.comドメインの一覧
以下は、現存する.comドメインを古い順に並べた50位までの一覧である。
| 順位 | 登録日         | ドメイン      |
| ---- | -------------- | ------------- |
| 1    | 1985年3月15日  | symbolics.com |
| 2    | 1985年4月24日  | BBN.com       |
| 3    | 1985年5月24日  | think.com     |
| 4    | 1985年7月11日  | MCC.com       |
| 5    | 1985年9月30日  | DEC.com       |
| 6    | 1985年11月7日  | northrop.com  |
| 7    | 1986年1月9日   | xerox.com     |
| 8    | 1986年1月17日  | SRI.com       |
| 9    | 1986年3月3日   | HP.com        |
| 10   | 1986年3月5日   | bellcore.com  |
| 11   | 1986年3月19日  | IBM.com       |
| 11   | 1986年3月19日  | sun.com       |
| 13   | 1986年3月25日  | intel.com     |
| 13   | 1986年3月25日  | TI.com        |
| 15   | 1986年4月25日  | ATT.com       |
| 16   | 1986年5月8日   | GMR.com       |
| 16   | 1986年5月8日   | tek.com       |
| 18   | 1986年7月10日  | FMC.com       |
| 18   | 1986年7月10日  | UB.com        |
| 20   | 1986年8月5日   | bell-atl.com  |
| 20   | 1986年8月5日   | GE.com        |
| 20   | 1986年8月5日   | grebyn.com    |
| 20   | 1986年8月5日   | ISC.com       |
| 20   | 1986年8月5日   | NSC.com       |
| 20   | 1986年8月5日   | stargate.com  |
| 26   | 1986年9月2日   | boeing.com    |
| 27   | 1986年9月18日  | ITCorp.com    |
| 28   | 1986年9月29日  | siemens.com   |
| 29   | 1986年10月18日 | pyramid.com   |

| 順位 | 登録日         | ドメイン       |
| ---- | -------------- | -------------- |
| 30   | 1986年10月27日 | alphaDC.com    |
| 30   | 1986年10月27日 | BDM.com        |
| 30   | 1986年10月27日 | fluke.com      |
| 30   | 1986年10月27日 | inmet.com      |
| 30   | 1986年10月27日 | kesmai.com     |
| 30   | 1986年10月27日 | mentor.com     |
| 30   | 1986年10月27日 | NEC.com        |
| 30   | 1986年10月27日 | ray.com        |
| 30   | 1986年10月27日 | rosemount.com  |
| 30   | 1986年10月27日 | vortex.com     |
| 40   | 1986年11月5日  | alcoa.com      |
| 40   | 1986年11月5日  | GTE.com        |
| 42   | 1986年11月17日 | adobe.com      |
| 42   | 1986年11月17日 | AMD.com        |
| 42   | 1986年11月17日 | DAS.com        |
| 42   | 1986年11月17日 | data-IO.com    |
| 42   | 1986年11月17日 | octopus.com    |
| 42   | 1986年11月17日 | portal.com     |
| 42   | 1986年11月17日 | teltone.com    |
| 49   | 1986年12月11日 | 3Com.com       |
| 49   | 1986年12月11日 | amdahl.com     |
| 49   | 1986年12月11日 | CCUR.com       |
| 49   | 1986年12月11日 | CI.com         |
| 49   | 1986年12月11日 | convergent.com |
| 49   | 1986年12月11日 | DG.com         |
| 49   | 1986年12月11日 | peregrine.com  |
| 49   | 1986年12月11日 | quad.com       |
| 49   | 1986年12月11日 | SQ.com         |
| 49   | 1986年12月11日 | tandy.com      |
| 49   | 1986年12月11日 | TTI.com        |
| 49   | 1986年12月11日 | unisys.com     |